# Antonio Rovira Viñas
Antonio Rovira Viñas (Barcelona, 26 de junio de 1952) es un jurista español. Catedrático de Derecho Constitucional de la Universidad Autónoma de Madrid. Director del Máster de Gobernanza y Derechos Humanos y Director de la Cátedra Unesco de Cultura de Paz y Derechos Humanos.

## Trayectoria profesional
Doctor en Derecho con premio extraordinario y licenciado en Filosofía. Ha trabajado como investigador en: Universidad de Estrasburgo (Francia), Universidad Autónoma de Madrid, Universidad de Columbia (Estados Unidos, Universidad de Essex (Reino Unido), el Centro de Estudios Políticos y Constitucionales y el CSIC. Entre 1981 y 1984 fue coordinador de la UIMP en Barcelona, y participó como asesor especial de la representación española en la Conferencia Mundial de Derechos Humanos de Viena (junio de 1993). Participó además en diversas comisiones para la elaboración de proyectos de ley y reformas constitucionales de países americanos y del este de Europa. Es miembro fundador de la Federación Iberoamericana del Ombudsman (1995).
Su carrera estuvo también vinculada a la política. Fue  miembro del Consejo Consultivo de la Presidencia de la Generalidad de Cataluña en el exilio con el presidente Josep Tarradellas. En 1974 junto al profesor Enrique Tierno Galván fue detenido y sancionado por sus actividades políticas de oposición a la dictadura. Es el director de las Obras completas de Enrique Tierno Galván publicadas en ocho tomos por la editorial Civitas.
En 1990 fue nombrado adjunto segundo al Defensor del Pueblo de España, y en 1996 adjunto primero. Tras la salida de Fernando Álvarez de Miranda, Rovira ejerció de Defensor del Pueblo en funciones (1999-2000) hasta la elección de Enrique Múgica.
Fue director del departamento de Derecho público y miembro de la Comisión de Gobierno de la Universidad Autónoma de Madrid. En 2008 fue propuesto por el Parlamento de Cataluña como candidato a Magistrado del Tribunal Constitucional. En octubre de 2020 fue nombrado consejero del Consejo de Transparencia y Participación de la Comunidad de Madrid a propuesta del PSOE.

## Publicaciones más relevantes
- Introducción al sistema político español (1982)
- El abuso de los derechos fundamentales (1983)
- La España autonómica (1985)
- Enrique Tierno Galván 1918-1986
- Derechos y libertades en la Constitución española de 1978 (1987)
- El derecho a la justicia (1995)
- Comentarios a la Ley Orgánica del Defensor del Pueblo (2002)
- Extradición y Derechos Fundamentales (2004)
- Humanos, demasiado humanos (1997)
- Autonomía personal y tratamiento médico (2007)
- Gobernanza democrática (2012)
- ¡No es justo! (2013)